# Sergio Zárate Pedroche
Sergio Zárate Pedroche ( 1952 - ) es un botánico, y profesor mexicano.
Es investigador en el "Instituto de Biología" del Herbario Nacional de México, U.N.A.M., México.

## Obras
- La domesticación de Leucaena (Fabaceae, Mimosoideae) en México. Boletín de la Sociedad Botánica de México 62 (1998)

### Libros
- mario Sousa Sánchez, sergio Zárate Pedroche. 1988. Flora mesoamericana: glosario para spermatophyta, español-inglés. Ed. Instituto de Biología, UNAM. 88 pp. ISBN 9683608272

- La abreviatura «Zárate» se emplea para indicar a Sergio Zárate Pedroche como autoridad en la descripción y clasificación científica de los vegetales.[1]